# Obština Sliven
Obština Sliven (bulharsky Община Сливен) je bulharská jednotka územní samosprávy ve Slivenské oblasti. Leží ve východním Bulharsku na jižních svazích Staré planiny; její jižní část je součástí Slivenské kotliny, jedné ze Zabalkánských kotlin. Sídlem obštiny je město Sliven, kromě něj zahrnuje obština 1 město a 43 vesnice. Žije zde přes 122 tisíc stálých obyvatel.

## Sídla
| - Bikovo - Binkos - Bjala - Blatec - Bozadžii - Boževci - Čintulovo - Čokoba - Dragodanovo - Gavrailovo - Gergevec - Glufiševo - Glušnik - Goljamo Čočoveni - Gorno Aleksandrovo | - Gradsko - Ičera - Izgrev - Kalojanovo - Kamen - Kermen - Kovačite - Krušare - Malko Čočoveni - Mečkarevo - Mladovo - Nikolaevo - Novačevo - Panaretovci - Rakovo | - Samuilovo - Seliminovo - Skobelevo - Sliven (sídlo správy) - Sotirja - Sredorek - Stara Reka - Staro Selo - Strupec - Topolčane - Trapoklovo - Văglen - Zajčari - Zlati Vojvoda - Želju Vojvoda |

## Sousední obštiny
| Růžice kompasu | Elena       | Antonovo       | Kotel    | Růžice kompasu |
| Růžice kompasu | Tvărdica    | Sever          | Straldža | Růžice kompasu |
| Růžice kompasu | Tvărdica    | Obština Sliven | Straldža | Růžice kompasu |
| Růžice kompasu | Tvărdica    | Jih            | Straldža | Růžice kompasu |
| Růžice kompasu | Nova Zagora | Tundža         |          | Růžice kompasu |

## Obyvatelstvo
V obštině žije 122 157 stálých obyvatel a včetně přechodně hlášených obyvatel 144 579. Podle sčítáni 1. února 2011 bylo národnostní složení následující:
- Bulhaři: 88 750 (82.7 %)
- Romové: 12 153 (11.3 %)
- Turci: 4 209 (3.9 %)
- ostatní: 2 164 (2.0 %)